# Mỉa mai

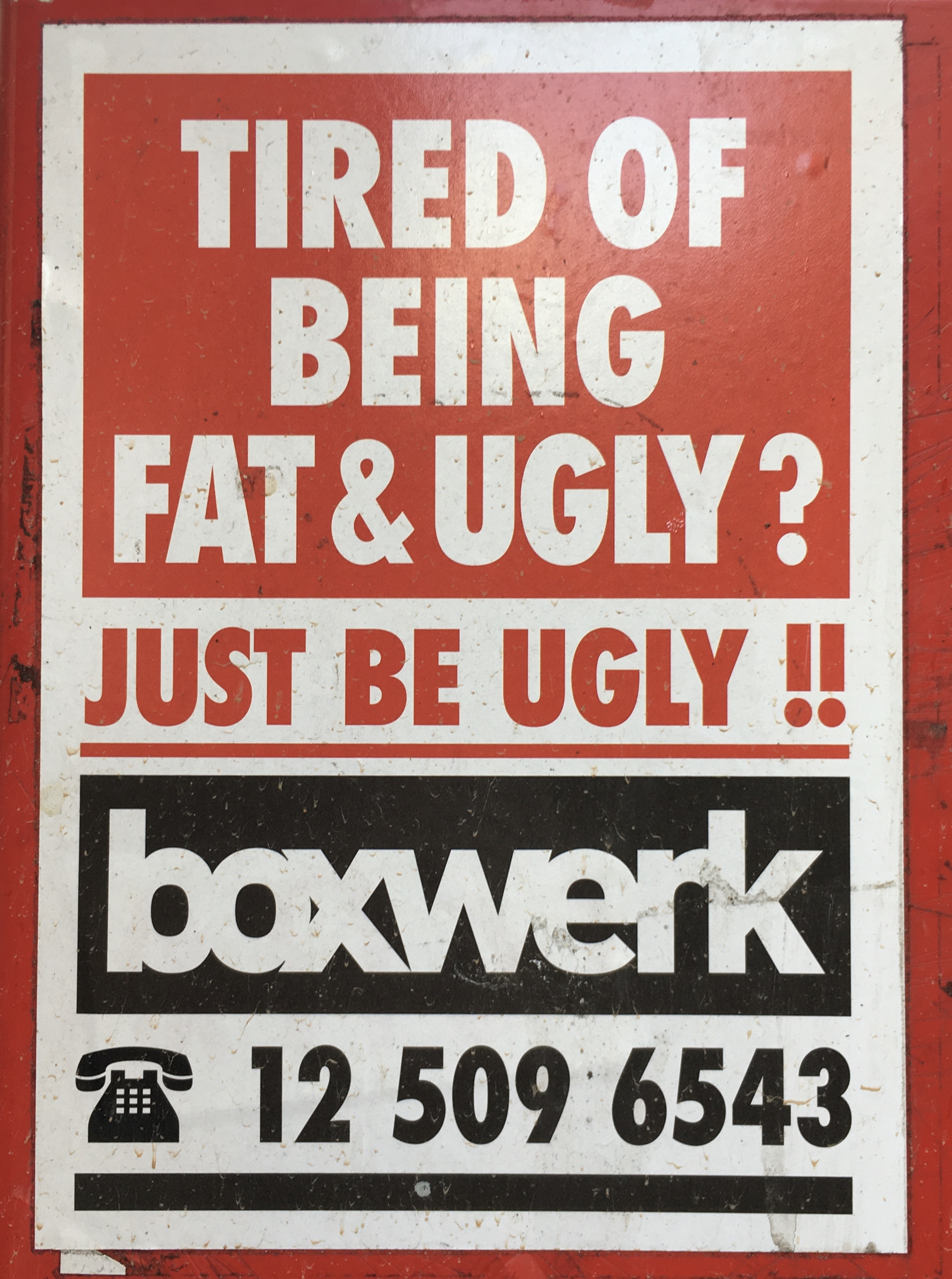
Dưới tấm bia tưởng niệm Alois Alzheimer, người đầu tiên mô tả bệnh Alzheimer, có một bình luận mỉa mai. Dòng chữ tiếng Đức có nghĩa là "Alois, chúng tôi sẽ không bao giờ quên bạn!", tinh tế thể hiện sự mâu thuẫn giữa căn bệnh làm suy giảm trí nhớ con người, mục đích của đài tưởng niệm và dòng chữ được thêm vào.

Mỉa mai là việc sử dụng từ ngữ một cách cay độc, thường dùng theo cách hài hước, để chế giễu ai hoặc cái gì đó. Mỉa mai có thể sử dụng mơ hồ, mặc dù không nhất thiết phải có tính nghịch ngợm. Mỉa mai thường dễ nhận biết khi nói, thường qua cách phát âm, hoặc, với một sự gợi ý nghịch ngợm, thông qua sự không cân đối cực đoan giữa bình luận và tình huống, và phụ thuộc lớn vào bối cảnh.